# Kilder til Jesus
Der findes flere kilder til Jesu liv. Særligt vigtig er Det Nye Testamente. Andre historiske kilder til Jesus er en række jødiske og romerske forfattere, der i større eller mindre omfang nævner Jesus. Oplysningerne i disse andre kilder er sparsomme, og de bekræfter som regel det, der står om Jesus i Det Nye Testamente. Blandt forskerne er der en vis konsensus om, at det er svært at vide mere om Jesus end hvad der står i Det Nye Testamente.
Stort set alle forskere er enige om, at der eksisterede et menneske, Jesus, som levede i begyndelsen af 1. århundrede. Derimod er forskerne meget uenige om, hvilke af de episoder, der er beskrevet i de bibelske beretninger, der faktisk har fundet sted.
De to eneste punkter, hvor næsten alle forskere er enige, er, at Jesus blev døbt af Johannes Døberen, og at han blev korsfæstet efter ordre af den romerske præfekt Pontius Pilatus. Elementer, hvis historiske ægthed bestrides af de fleste forskere, er f.eks. de to beretninger om Jesu fødsel (Matthæusevangeliet 1-2 og Lukasevangeliet 2,1-21) og visse detaljer om korsfæstelsen.

## Det Nye Testamente
Jesus selv har ikke efterladt sig skriftlige arbejder, så man må søge viden om ham i skrifter, der er skrevet af andre. De fire kanoniske evangelier (Matthæusevangeliet, Markusevangeliet, Lukasevangeliet og Johannesevangeliet) er de vigtigste kilder til viden om Jesus og den religiøse bevægelse, han grundlagde (Jesus-bevægelsen). Af disse er de mest pålidelige de tre første evangelier (Matthæusevangeliet, Markusevangeliet og Lukasevangeliet) - de såkaldte synoptiske evangelier. De er nemlig de ældste evangelier, og dermed er de tidsmæssigt er tættest på Jesus.
I det hele taget gælder den tommelfingerregel, at jo ældre kilderne til Jesus er, des mere pålidelige er de - fordi de er tidsmæssigt tættere på Jesus. De yngre kilders udsagn om Jesus har været igennem flere led i overleveringen. Dermed er der større mulighed for, at deres udsagn om Jesus med tiden er blevet forvansket i forhold til de oprindelige udsagn.
Det fjerde evangelium, Johannesevangeliet, er det yngste evangelium. Det adskiller sig meget fra de tre første evangelier. Det er præget af en anden disposition, et andet sprog og en anden fortolkning af Jesus. Evangeliet fremstiller Jesus som guddommelig i en grad, som de tre andre evangelier ikke gør. I de andre evangelier bliver Jesus i højere grad set som en profet eller som en konge i det rige, der skal komme. I Johannesevangeliet bliver han derimod i højere grad set som en åndelig frelser, ja ligefrem som Gud selv. Der er altså sket en udvikling i synet på Jesus.
I Johannesevangeliet er Jesus citeret for følgende udsagn:
”Jeg og Faderen er ét” (Joh. 10,30)
”Den, der har set mig, har set Faderen.” (Joh. 14,9)
De nytestamentlige forskere mener, at disse udsagn er lagt i munden på Jesus af en senere tid, hvor man havde udviklet en teologi, der gjorde Jesus til Gud.
Evangelierne er skrevet 40-70 år efter at Jesus døde, så der kan have indsneget sig forskellige fejl og unøjagtigheder i den lange proces, der gik fra Jesu ord og gerninger, gennem overlevering af det mundtlige erindringsstof, videre gennem nedskrivning af dette erindringsstof, og frem til den endelige redigering og nedskrivning af den fulde evangelietekst.
Det er således tvivlsomt, at evangelieforfatterne har været øjenvidner eller har nedskrevet beretninger fra øjenvidner, således som oldkirken påstod. De fleste forskere i dag mener, at evangelierne ikke er skrevet af nogen, der var så tæt på begivenhederne.

## Ikke-bibelske kilder

### Josefus
Josefus (Josef ben Mattias) var en jødisk historiker omkring Jesu tid. Han blev født i år 37 og døde i år 100. I hans værk fra 93 (eller 94) Antiquitates Iudaicae (Den jødiske oldtid) nævner han tre nytestamentlige personer: Johannes Døberen, Jesus og Jakob (Jesu bror). Johannes Døberen får en længere beskrivelse, og Jakob får en enkelt sætning. Jesus får en kort beskrivelse, som har affødt megen diskussion angående dets ægthed. Beskrivelsen lyder sådan:
| Citat | Nu var der ved denne tid Jesus, en vís mand, hvis det da er rigtigt at kalde ham en mand, for han var en gører af underfulde gerninger - en lærer for mennesker som gerne tager imod sandheden. Han fik mange jøder og hedninger over på sin side. Han var Kristus. Og da Pilatus, på forespørgsel af lederne iblandt os, dømte ham til korset, så svigtede de, der elskede ham i første omgang, ikke, for han viste sig for dem i live igen på den tredje dag, sådan som de guddommelige profeter havde forudsagt disse og ti tusind andre vidunderlige ting om ham, og stammen af kristne - således opkaldt efter ham - findes endnu i dag. | Citat |
|       | |       |

Af flere årsager virker teksten ikke autentisk, blandt andet på grund af det positive skær der ligger over teksten, og på grund af dens stærke bekendelse af Jesus som Kristus. Derfor mener nogle forskere (bl.a. Per Bilde), at hele teksten er en forfalskning, foretaget af de kristne afskrivere af værket.
De fleste tøver dog med at gå så langt. Det skyldes, at skriverne normalt var meget konservative i deres kopiering; det er svært at finde bare ét sted med tegn på en større bevidst ændring i Josefus’ omfattende værker. Selvom noget af sproget ikke ligner Josefus’ sprog, så er der også meget af det, der gør. De fleste mener således, at Josefus må have skrevet noget af teksten.
Teksten er blevet debatteret i de sidste 400 år, og der er skrevet hundredvis af bøger med næsten ligeså mange forskellige forslag til en løsning på problemet. Det er derfor svært at bruge citatet til meget mere end at sige, at Josefus sikkert anså Jesus for virkelig at have levet på Pontius Pilatus´ tid.
Josefus fortæller i det samme skrift, at ypperstepræsten Ananus ben Ananus i år 62 greb muligheden for - i fravær af en statholder - at henrette en række mennesker. Deriblandt var også ”broderen til Jesus, den såkaldte Kristus, der kaldes Jakob” (Antiquitates 20,9).
Dette citat anser forskerne for at være autentisk. Når Josefus understreger, at Jacob er bror til Jesus, og ikke at han hedder Jakob, så lader det til at forudsætte, at Josefus har nævnt Jesus før. Dette taler igen for, at i hvert fald noget af citatet om Jesus i Antiquitates 18.63-64 er autentisk. Josefus udtrykker desuden beklagelse over Jakobs og de andres død, som han ikke ser som retfærdig. Det kan tyde på, at Josefus har en vis positiv holdning til Jesus - hvilket taler for, at det ovennævnte positive Jesuscitat kun har været udsat for en mindre redigering.

### Sveton
Den romerske historiker Sveton (Gaius Svetonius Tranquilius) (ca. 70 - ca. 122) havde en administrerende rolle under kejser Trajan og kejser Hadrian, og det gav ham rig adgang til de romerske arkiver. Han skrev om tolv kejsere, fra Julius Caesar til Domitian, i sit berømte værk fra 121 e.Kr. Om Cæsarernes liv (De vita Caesarum). I kapitlet om kejser Claudius (10-54) fortæller han om en opstand i Rom blandt jøderne og om Claudius´ reaktion: ”Han udviste jøderne fra Rom på grund af de uroligheder, som de konstant var i på anledning af Chrestus” (på latin: ”Judaeos impulsore Chresto assidue tumultuantes Roma expulit.” 
Selvom navnet ”Chrestus” ikke er det samme som ”Kristus”, er der gode argumenter for, at det er Kristus, der tales om i dette citat. Skrivemåden må skyldes en skrivefejl, blandt andet fordi det i citatet lyder som om denne Chrestus var en kendt person. Samtidig var ingen romersk jøde kendt under dette navn - på trods af at man fra katakomberne har hundredvis af navne på jøder. Forvirringen kan skyldes den folkelige betegnelse for kristne (”Chrestiani”), som kan have fået nogle til at konkludere, at grundlæggeren må have heddet Chrestus.
Kilden anses for at være pålidelig, da hverken Sveton selv eller hans romerske kilde var kristne. At Sveton havde et fjendtligt billede af de kristne kan ses i kapitlet om Nero, hvor han betegner dem som nogle, der havde ”en ny og harmfuld overtro”.
Hvis citatet er en hentydning til Jesus, viser det, at Jesus-bevægelsen i løbet af få årtier strakte sig fra Jerusalem til Rom, og at bevægelsen voksede sig stor nok til at blive en kilde til splid i byen. Desuden er det klart, at der må have været en nær sammenhæng mellem den tidligste kirke og jødedommen, siden de to af romerne blev set som én gruppe. Teksten er et direkte vidnesbyrd om den historiske effekt, som Jesus havde allerede tyve år efter sin død (omkring år 50).

### Tacitus
Tacitus (ca. 56 e.Kr. – ca. 120 e.Kr.) har skrevet en lang tekst om de kristne. Teksten stammer fra hans værk Annales, som er skrevet omkring år 116, og som dækker Roms historie fra år 14 til år 68. Her fortæller han om Roms brand (i år 64), som folk hurtigt gav kejser Nero skylden for. Denne skød imidlertid skylden over på de kristne. Tacitus skriver:
| Citat | Derfor, for at udrydde rygterne, lavede Nero en syndebuk (de kristne) og påførte dem de mest raffinerede torturer, de, som blandt almindelige mennesker blev kaldt kristne, som var hadet for deres afskyelige forbydelser. Navnet opstod med den Kristus, der under Tiberius´ regering blev henrettet af statholderen Pontius Pilatus. Efter at have været undertrykt i en tid, brød denne dødelige overtro igen ud, ikke blot i Judæa, landet hvor dette onde udsprang, men også i Rom, hvor al slags skrækkelige og skamfulde ting fra overalt i verden flyder sammen og vokser. (Annales XV, 44) | Citat |
|       | |       |

Her hører vi, at Jesus blev henrettet i Judæa under Pontius Pilatus. Navnet ”Kristus” bliver brugt, og det nævnes, at denne Kristus er grundlæggeren af den kristne tro. Vi kender ikke Tacitus’ kilder, men de er tydeligvis ikke-kristne.

### Plinius den Yngre
Plinius den Yngre (ca. 62-113 e.Kr.) arbejdede i det civile politi i Pontus og Bitynien og skrev mange breve. I et brev til kejser Trajan spørger han, hvordan han skal forholde sig til de kristne. I brevet, der er skrevet omkring 112 e.Kr., beskriver Plinius elementer af de kristnes tro og gudsdyrkelse:
"Det var deres vane at samles en bestemt dag i ugen, før det blev lyst, og henvende en form for bøn til Kristus, som til en guddommelighed. De bandt sig selv ved en højtidelig ed, ikke med nogen ond hensigt, men med henblik på aldrig at begå svig, tyveri eller utroskab, aldrig at forfalske deres ord eller nægte en tillid, når de skulle opfordres til at levere den. Derefter var det deres skik at adskilles og derefter samles igen for at spise et harmløst måltid i fællesskab." 
Dette sted viser, at den kristne bevægelse var kommet til det nordlige Tyrkiet, og det giver os en udefrakommende beskrivelse af deres gudstjeneste. Det bemærkes, at de her i starten af 2. århundrede havde en ærbødighed for Kristus. Denne ærbødighed var så stor, at de nægtede at tilbede andre guder. Plinius beskriver således Kristus som en kultisk guddom i bevægelsen.

### Julius Africanus
Den kristne historiker Julius Africanus (ca. 160 – ca. 240) skriver om Jesu korsfæstelse og nævner, at den ikke-kristne Thallus (romer eller syrer) i sit tredje værk (fra omkring år 50) udtrykte den mening, at det mørke, der forekom efter Jesu korsfæstelse, kunne have været en solformørkelse - en teori som Julius Africanus afviser.
Selvom Africanus var kristen, viser dette sted, at selv beretninger om fænomener i forbindelse med Jesu korsfæstelse var så udbredte, at ikke-kristne i det andet århundrede fandt det værd at afvise dem og give dem naturlige forklaringer.

### Lucian
Lucian af Samosata (ca. 125 - 180) var en syrisk forfatter, der blandt andet skrev en satire om en kristen konvertit, Peregrinos Proteus, som senere faldt fra den kristne tro. I denne satire, Peregrinos´ død, siges det om de kristne: ”De kristne, ved du, tilbeder en mand indtil denne dag – den ansete person, der indførte deres nye ritualer og blev korsfæstet af den grund.”  Denne nedladende bemærkning om korsfæstelsen må nødvendigvis handle om Jesus, og den viser, at der var en bred viden om Jesus i 100-tallet.

### Mara Bar Serapion
Mara Bar Serapion, der var en syrisk filosof, har skrevet en ikke-kristne tekst, der viser sympati for Jesus. Det drejer et brev, der er skrevet i år 73, lige efter Jerusalems fald. Her siger Bar Serapion, at forfølgelse af de vise er normalt i en voldelig verden, men at en sådan forfølgelse aldrig kan betale sig:
| Citat | Hvilken fordel fik athenerne af at henrette Sokrates? Hungernød og pest kom over dem som dom for deres forbrydelse. Hvilken fordel fik indbyggerne på Samos af at brænde Pythagoras? På et øjeblik blev deres land dækket med sand. Hvilken fordel fik jøderne af at henrette deres vise konge? Det var lige efter det, at deres rige blev opløst. Gud hævner retfærdigt disse tre mænd. Athenerne døde af hungernød, Samos blev oversvømmet af havet, jøderne blev slagtet og drevet fra deres rige, og de lever fuldstændig spredt. Men Sokrates døde ikke for bestandigt; han levede videre i statuen af Hera. Heller ikke døde den vise konge for bestandigt; han levede videre i den lære, som han havde givet. | Citat |
|       | |       |

Dette citat afspejler måske noget, som Bar Serapion har hørt fra kristne, som så Jesus som jødernes konge, der uretfærdigt var blevet slået ihjel for sin visdom. Der siges ikke noget om en romersk indblanding i Jesu død, som jøderne får skylden for. Deres nederlag i år 70 ses som straf for denne handling. Bar Serapion nævner heller ikke noget om Jesu opstandelse.
Bar Serapion ser det hele udefra, som en ikke-kristen, der sætter Jesus op ved siden af andre vismænd. Ifølge ham, og sikkert også mange andre, var Jesus en vís mand blandt andre vise mænd.